# Goły
Goły – rodzaj klusek ziemniaczanych występujących w tradycyjnej, wiejskiej kuchni kieleckiej.
Przygotowywane są z tartych, surowych ziemniaków odsączonych z nadmiaru wody z dodatkiem kilku surowych jajek. Z przygotowanej masy formuje się ręcznie okrągłe, spłaszczone kluski średnicy ok. 3–4 cm. Gotowane są na osolonym wrzątku. Podawać je można ze skwarkami lub na mleku.
Goły stanowiły dawniej jedno z podstawowych, prostych dań w codziennej kuchni na wsi kieleckiej, w której na początku XX w. dość powszechnie panowało ubóstwo (przeludnienie, słabe gleby). Podstawę wyżywienia stanowiły wówczas ziemniaki i kapusta.